# Andy Rooney

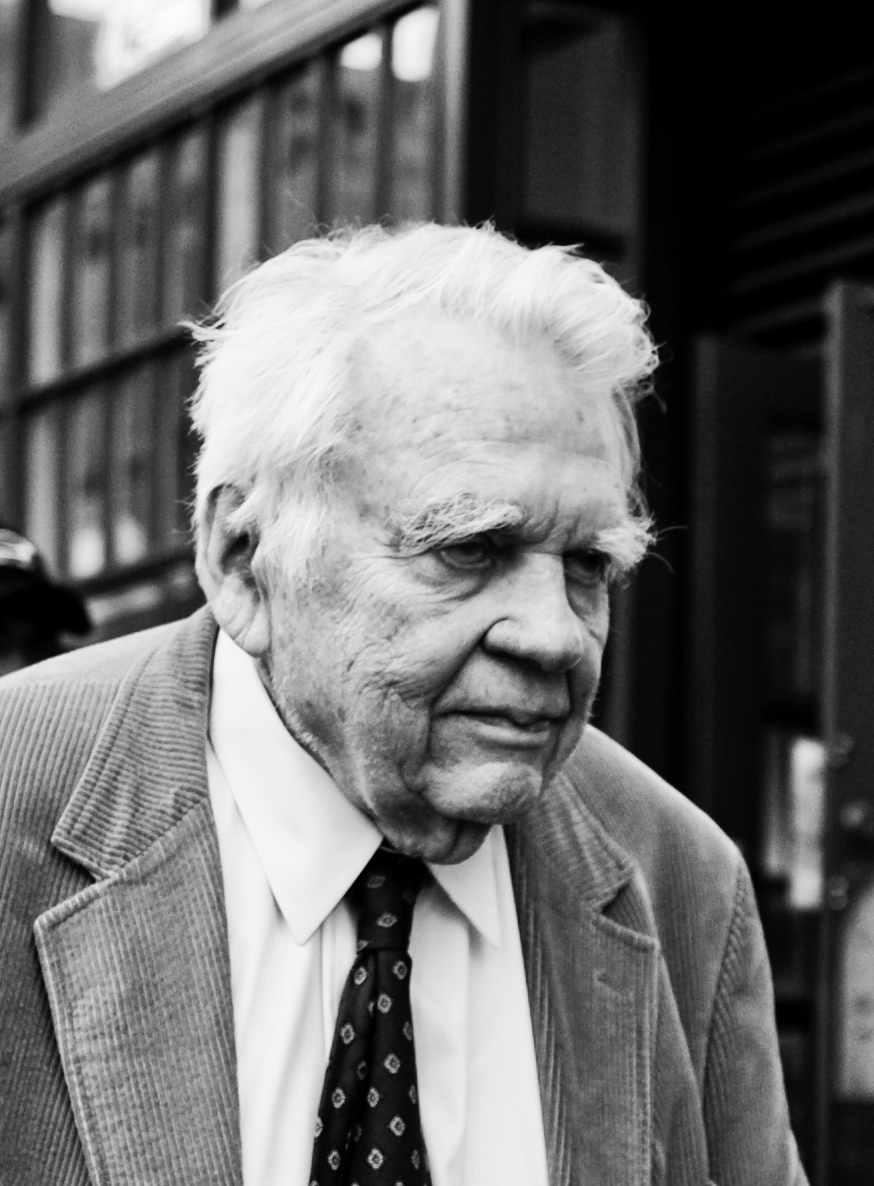
Andy Rooney im Juni 2008

Andrew Aitken „Andy“ Rooney (* 14. Januar 1919 in Albany, New York; † 4. November 2011 in New York City, New York) war ein US-amerikanischer Hörfunk- und Fernsehjournalist sowie Autor. Er wurde als Humorist und Kommentator durch seinen Beitrag „A Few Minutes With Andy Rooney“ in 60 Minutes bekannt, der von 1979 bis 2011 wöchentlich ausgestrahlt wurde.

## Leben
Andy Rooney besuchte die Albany-Akademie (New York) und studierte später an der Colgate University in Hamilton, wo er Mitglied der Studentenverbindung „Sigma Chi“ wurde. 1941 trat er der US-Armee bei und schrieb für die Stars and Stripes während des Zweiten Weltkrieges. Rooney veröffentlichte seine Erinnerungen an diese Zeit, die ihn als Schriftsteller und Journalist stark beeinflusst hat, in dem Buch „My War“, das 1997 erschienen ist.
Im Februar 1943 begleitete er als Korrespondent das Achte Air-Force-Geschwader beim ersten amerikanischen Bombenangriff auf Deutschland. Nach Ende des Krieges war Rooney einer der ersten amerikanischen Journalisten, der ein deutsches Konzentrationslager besuchte und darüber berichtete.
Rooney war Vater von drei Töchtern und einem Sohn. Emily Rooney arbeitet als Moderatorin der Sendung Greater Boston des öffentlich-rechtlichen Senders WGBH-TV in Boston. Sein Sohn, Brian Rooney arbeitet seit den 1980er Jahren als Korrespondent für ABC. Ellen Rooney, die Zwillingsschwester von Emily, lebt in London und arbeitet als Fotografin. Martha Rooney ist Leiterin der Pressestelle der National Library of Medicine. Seine Frau Marguerite, die mit ihm 62 Jahre verheiratet war, starb 2004 im Alter von 84 Jahren. Rooney lebte abwechselnd in Norwalk (Connecticut) sowie Rensselaerville im Bundesstaat New York.

### Karriere
Rooney kam 1949 zu CBS und arbeitete dort zunächst nur als Autor für die Sendung Arthur Godfrey's Talent Scouts, als Godfrey auf dem Höhepunkt seiner Karriere bei CBS war. Während Rooneys Mitarbeit erreichte sie 1952 Platz 1 in den Einschaltquoten. Im Folgenden schrieb er auch für Godfreys Radio- und Fernsehsendung Arthur Godfrey Time. Als Rooney begann für die Garry Moore Show zu schreiben, wurde auch diese zu einem Erfolg.
Laut einer CBS-News-Biografie schrieb Rooney An Essay on Doors, sein erstes Essays für das Fernsehen, 1964. Von 1962 bis 1968 arbeitete er mit dem späteren CBS-News Korrespondenten Harry Reasoner zusammen. Rooney schrieb und produzierte, während Reasoner die Beiträge moderierte. Aus der gemeinsamen Arbeit entstanden CBS News specials wie „An Essay on Bridges“ (1965), „An Essay on Hotels“ (1966), „An Essay on Women“ (1967) und „The Strange Case of the English Language“ (1968). Für „An Essay on War“ (1971) erhielt Rooney seinen dritten „Writers Guild Award“.
1968 gewann er für das Essay „Black History: Lost, Stolen, or Strayed“ im Rahmen CBS News special-Serie „Of Black America“ seinen ersten von insgesamt drei Emmys.

## „A Few Minutes with Andy Rooney“
Neben seinen regelmäßigen Arbeiten als Korrespondent startete er 1979 sein eigenes „End-of-Show“-Programm „A Few Minutes with Andy Rooney“, in dem er satirisch auf triviale Fragen des Alltags einging. Er thematisierte unter anderem die Kosten für Lebensmittel, lästige Verwandte oder sinnlose Weihnachtsgeschenke. Gerne gab er auch skurrile Aufzählungen wie z. B. von Milcharten, Mineralwasser-Handelsmarken, Automobil-Herstellern oder die Namen von Sportteam-Maskottchen zum Besten. Rooneys formelhafte Art zu sprechen wird häufig parodiert.
In den vergangenen Jahren gab er seinen Berichten eine stärker politische Richtung. So äußerte sich Rooney kritisch gegenüber George W. Bush bezüglich des Irakkrieges. Obwohl für seine politischen Statements bekannt, bezeichnete sich Rooney selbst als einen Schriftsteller, der sich im Fernsehen zu Wort meldet.
Seine kürzeren TV-Essays wurden in zahlreichen Büchern wie Common Nonsense (2002) und Years of Minutes (2003) publiziert. Rooney schrieb regelmäßig Kolumnen, die in diversen Zeitungen in den USA erschienen. Für die insgesamt rund 1000 Essays erhielt er den „Lifetime Achievement Emmy“.
Rooney produzierte insgesamt 1097 Ausgaben seines Programms. Sein letzter Beitrag lief am 2. Oktober 2011, nur vier Wochen vor seinem Tod. Er kündigte an, sich nicht zur Ruhe zu setzen und gelegentlich wieder in dem Programm erscheinen zu wollen.
Er starb einen Monat später nachdem er wegen Komplikationen bei einer kleineren Operation ins Krankenhaus musste.

## Kontroversen
Rooney machte sich in seinen Leitartikeln regelmäßig über „das Konzept Gott“ und alle Formen „organisierter Religion“ lustig. Ein bekanntes Beispiel dafür ist eine Serie von Kommentaren zu Mel Gibsons Spielfilm Die Passion Christi. Er selbst bezeichnete sich als Agnostiker.

Rooney wurde vorgeworfen, bewusst das Wort Neger („Negro“) zu verwenden, ohne sich um dessen negativ besetzte Wirkung zu kümmern. Er äußerte sich dazu wie folgt: 

„Die Bedeutung von Worten ändert sich im Laufe der Zeit für uns Menschen. 1968 habe ich für Bill Cosby Texte für die Sendung ‚Black History, Lost, Stolen or Strayed‘ geschrieben. Mir fiel es leichter das Wort Neger anstelle von Schwarzer zu verwenden, denn Neger war damals eine geläufige Bezeichnung. Heute würde ich nicht mehr das Wort Neger verwenden. Es ist ein guter und bedeutungsvoller Begriff, aber auch in meinen Ohren klingt es nun falsch. Die ethnischen Gruppen haben sich gegenseitig schon immer die schlimmsten Spitznamen gegeben. Ich erinnere mich  daran aus meiner Jugend. Heute hört man sie nicht mehr oft, denn es kennzeichnet den, der sie verwendet, als einen ignoranten Idioten. (Rooney nennt nun eine ganze Reihe von Schimpfwörtern)“

1992 schrieb er in einer Kolumne, es sei dumm, wenn sich die Indianer Nordamerikas darüber beschweren würden, wenn Sportteams Namen wie Redskins verwenden. „Deren eigentliches Problem ist doch, dass wir den Indianern das Land weggenommen haben. Sie wollen es zurück, aber wir werden es ihnen nicht geben. Wir fühlen uns schuldig, und wir werden tun, was wir können, um unsere Schuld wiedergutzumachen, aber sie können nicht ihr Land zurückbekommen. Nächste Frage!“.
1994 kommentierte Rooney den Selbstmord von Kurt Cobain. Nachdem er festgestellt hatte, dass er nie von Kurt Cobain oder der Band Nirvana gehört hatte, sagte er:

„„Eine Menge Leute würden sich über die Lebensjahre freuen, die er weggeworfen hat. Was ist das für ein Unsinn darüber zu lamentieren, wie schrecklich das Leben ist? Was macht ihr denn bei richtigen Problemen, wie einer Wirtschaftskrise, dem Zweiten Weltkrieg oder Vietnam? Wenn er (Cobain) so wenig Verstand dazu verwendet hat zu komponieren, wie es dazu braucht, um Drogen zu nehmen, darf man annehmen, dass seine Musik kaum einen Sinn gehabt hat.““

Rooney bezeichnete diese Äußerungen später als „unfair“, entschuldigte sich dafür aber nie.
Im Jahr 2003 kursierte eine E-Mail, in der Rooney mit diversen sexistischen und rassistischen Äußerungen aus 60 Minutes zitiert wurde. Rooney behauptete aber, er hätte derartige Aussagen niemals gemacht und würde, wenn er nur könnte, denjenigen verklagen, der diese Mail in Umlauf gebracht habe.

Im gleichen Jahr brach Rooney, sichtlich verärgert, ein Interview mit Ali G im Rahmen der Da Ali G Show ab. Vor dem Abbruch verbesserte Rooney immer wieder die Verwendung von „does“ als Konjugation des Verbes „to do“ in der zweiten Person wenn er von „Ali G“ angesprochen wurde. Der sagte daraufhin: 

„Das ist halt so ein englisch/amerikanisches Sprachding, denke ich.“

 worauf Rooney antwortete: 

„Nein, nein. Das ist einfach falsches English. Die englische Sprache ist sehr klar. Ich habe über fünfzig Bücher über die englische Sprache, wenn Sie möchten werde ich Ihnen eines borgen.“

 Rooney stand anschließend auf und ging. Der Abbruch des Interviews war eine Premiere in dieser Show und ist seitdem auch nicht wieder vorgekommen.
2007 schrieb er in einer Kolumne: „Ich weiß alles über Babe Ruth und Lou Gehrig, aber die heutigen Baseball-Stars heißen für mich alle Rodriguez“. Rooney sagte dazu später: „Tja, das hätte ich wohl besser nicht gesagt, aber der Name scheint mir im Baseball durchaus üblich zu sein. Ich verbinde mit ihm keine abfälligen Gedanken“.

## Auszeichnung
2001 wurde er mit dem Emperor Has No Clothes Award der Freedom From Religion Foundation ausgezeichnet.

## Werke
- Out of My Mind, 2006, ISBN 1-58648-416-8
- Years of Minutes, 2003, ISBN 1-58648-211-4
- Common Nonsense, 2002, ISBN 1-58648-144-4
- Sincerely, Andy Rooney, 1999, ISBN 1-891620-34-7
- My War, 1997, ISBN 0-517-17986-5
- Sweet and Sour, 1992, ISBN 0-399-13774-2
- Most of Andy Rooney, 1990, ISBN 0-88365-765-1
- Not That You Asked..., 1989, ISBN 0-394-57837-6
- Word for Word, 1988, ISBN 0-399-13200-7
- The Most of Andy Rooney, 1986, ISBN 0-689-11864-3
- Pieces of My Mind, 1986, ISBN 0-689-11492-3
- And More by Andy Rooney, 1985, ISBN 0-517-40622-5
- The Complete Andy Rooney, 1983, ISBN 0-446-11219-4
- A Few Minutes With Andy Rooney, 1981, ISBN 0-689-11194-0

## Filmografie (Auswahl)
- 1960: Calendar (Fernsehserie, Produzent)
- 1968: CBS Reports (Fernsehserie, eine Folge, Drehbuch und Produzent)
- 1978: Mr. Rooney Goes to Dinner (Fernsehfilm, eine Folge, Drehbuch)